# Leopold Supančić
Leopold Supančić (Ivanska, 14, studenog 1903. - Bjelovar, 7. siječnja 2001.) poručnik u Drugom svjetskom ratu, prvi počasni građanin grada Bjelovara.
Rodio se u Ivanskoj, 1903. godine. Tijekom travanjskog rata je bio pričuvni poručnik 40. dopunske pukovnije jugoslavenske vojske koja se 8. travnja buni i zajedno sa 108. i 42. pukom započinje Bjelovarski ustanak.
Tijekom Drugog svjetskog rata, Supančić je promoviran u satnika te je služio za obranu Bjelovara u razdoblju od 1941.-1942. godine.
Završetkom rata zbog službe pod NDH kažnjen je zatvorom i prisilnim radom od 10 godina što je i odslužio, nakon čega ostaje živjeti u Bjelovaru do svoje smrti 2001. godine.
Dana, 31. siječnja 1997. postaje počasni građanin grada Bjelovara.